# 天元乡
天元乡，是中华人民共和国重庆市巫溪县下辖的一个乡镇级行政单位。

## 行政区划
天元乡下辖以下地区：
新华村、新田村、万春村、镇江村、宝坪村、天元村、吉龙村、香源村和象坪村。